# Visite ufficiali alla reggia di Versailles

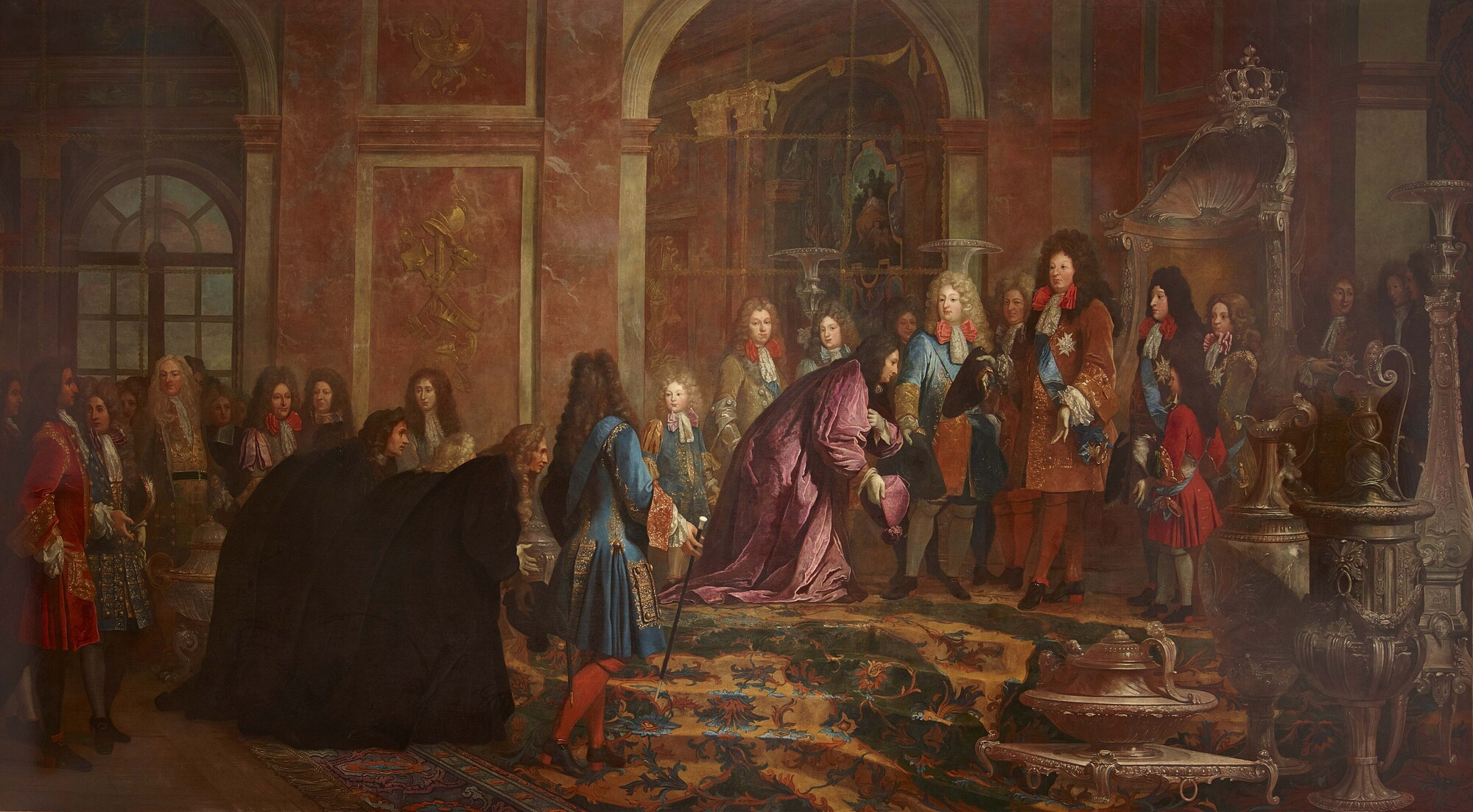
Primo ricevimento ufficiale nella Galleria degli Specchi : la visita del doge di Genova il 15 maggio 1685.

Questa pagina elenca tutte le visite ufficiali alla reggia di Versailles, della sua costruzione ai giorni nostri.

## Storia
Dal XVII secolo, la reggia di Versailles ha ricevuto visite di autorità e rappresentanti ufficiali di governi nell'ambito di visite "ufficiali" o "di stato".
Col termine di visita ufficiale si intende il ricevimento di un'autorità qualificata sia essa francese o straniera. Nel caso di una personalità del governo francese, questa viene ricevuta secondo la propria posizione sulla base del protocollo nazionale.
Se si tratta invece di un'autorità straniera, questa riceve solitamente i primi onori già quando giunge sul suolo francese ed è solitamente di spessore ben maggiore dal momento che si intende il ricevimento di una nazione (nella persona di un suo rappresentante) sul suolo francese.

### Nell'Ancien Régime
Durante l'Ancien Régime, l'espressione « visite officielle » non era utilizzata. L'arrivo di un sovrano o di un suo rappresentante a Versailles aveva sempre un significato di un grande evento ufficiale. L'accoglienza alla corte francese di una personalità straniera, fosse essa un sovrano, un principe ereditario, il membro di una famiglia reale o un ambasciatore, seguiva attentamente l'etichetta del Cérémonial français (1649), raccolto in un voluminoso carteggio di 2000 pagine e redatto all'epoca di Luigi XIV.
A partire dal XVIII secolo, sotto i regni di Luigi XV e Luigi XVI, questa rigida etichetta si allentò, consentendo spesso ad importanti personalità di venire ricevute in incognito a palazzo, magari in occasione della stipula di trattati.

## Elenco delle viste dal 1636

### Luigi XIII
- 1636, 25 febbraio: Odoardo I Farnese, primo ricevimento di una personalità straniera a Versailles

### Luigi XIV
- 1671, 12 settembre: ambasciatore di Venezia. Il re fece visitare personalmente i giardini a Francesco Michieli.
- 1673, 5 novembre: Maria Beatrice d'Este, principessa di Modena. Sposa futura di Giacomo II d'Inghilterra
- 1681, aprile-luglio: ambasciata di Mosca
- 1685, 15 maggio: Francesco Maria Imperiale Lercari, doge di Genova. Primo grande ricevimento tenutosi nella Galleria degli Specchi
- 1686, 1 settembre: ambasciata del Siam
- 1689, 8 gennaio: re Giacomo II d'Inghilterra
- 1693, 21 gennaio: Federico, principe ereditario di Danimarca
- 1698, 25 maggio: Gian Gastone de' Medici, principe ereditario del granducato di Toscana
- 1699, 16 febbraio: ambasciata del Marocco. Gli inviati di Moulay Ismail, emulo di Luigi XIV
- 1699, 21 novembre: Leopoldo I di Lorena
- 1701, 21 settembre: principe pretendente Giacomo Francesco Edoardo Stuart
- 1704, 12 maggio: Ferdinando Carlo di Gonzaga-Nevers, duca di Mantova
- 1706, 26 settembre: Giuseppe Clemente di Baviera, elettore di Colonia
- 1710, 4 marzo: Massimiliano Emanuele di Baviera, elettore di Baviera
- 1711, 4 gennaio: Giuseppe Clemente di Baviera, elettore di Colonia
- 1714, 27 settembre: Federico Augusto di Sassonia, elettore di Sassonia
- 1715, 19 febbraio: ambasciata di Persia. Ricevimento di Mehmet Riza Beg nella Galleria degli Specchi

### Luigi XV
- 1717, 24-26 maggio: zar Pietro il Grande. In presenza del duca d'Orléans, reggente di Francia per il giovane Luigi XV
- 1726, 30 marzo: Luisa Elisabetta di Borbone-Orléans, regina vedova di Spagna.
- 1730, 1 febbraio: Francesco III di Lorena
- 1735, 19 gennaio: ambasciata di Tripoli. Ricevimento di Hadji Mehemet Effendi nella Cour de Marbre
- 1736, 7 giugno: Stanislao Leszczyński
- 1740, 11 gennaio: ambasciata della "Sublime Porta". Ricevimento di Saïd Mehemet Pascià
- 1751, giugno: "conte di Sponheim", ovvero il duca Cristiano IV del Palatinato-Zweibrücken
- 1757, 4 settembre: Luisa Elisabetta di Borbone-Francia, duchessa consorte di Parma
- 1759, 2 febbraio: Carolina Guglielmina Sofia di Assia-Kassel, principessa consorte di Anhalt-Zerbst. Presentazione alla corte.
- 1761, 15 ottobre: Clemente Venceslao di Sassonia, principe elettore di Treviri
- 1762, settembre: "contessa di Henneberg", ovvero la principessa Cristina di Sassonia
- 1763, 8 febbraio: Carlo Guglielmo di Nassau-Usingen, principe ereditario di Nassau-Usingen. Presentazione alla famiglia reale.
- 1765, giugno: duca Cristiano IV del Palatinato-Zweibrücken. Presentazione alla famiglia reale.
- 1766, 22 aprile: "conte di Blackenburg", ovvero il principe ereditario Carlo Guglielmo Ferdinando di Brunswick-Wolfenbüttel
- 1768, 30 gennaio: Carlo Guglielmo di Nassau-Usingen, principe ereditario di Nassau-Usingen. Presentazione alla corte.
- 1768, 13 luglio: principe Federico di Anhalt-Dessau
- 1768, 21 novembre: re Cristiano VII di Danimarca
- 1768, 20 dicembre: "conte di Roda", ovvero il principe ereditario Ernesto di Sassonia-Gotha-Altenburg
- 1769, 25 luglio: "conte di Barby", ovvero il principe Carlo di Sassonia, ex duca di Curlandia
- 1770, 10 marzo: principe Luigi di Nassau-Saarbrücken. Presentazione alla famiglia reale.
- 1770, 9 settembre: "conte di Vasa", ovvero il principe Carlo di Svezia
- 1771, 14 gennaio: "contessa di Henneberg", ovvero la principessa Cristina di Sassonia
- 1771, 9 febbraio: "conte di Gothland" e "conte di Euland", ovvero il principe ereditario Gustavo ed il principe Federico Adolfo di Svezia
- 1771, 23 febbraio: principe Filippo Giuseppe di Salm-Kyrburg. Presentazione alla famiglia reale.
- 1771, 10 settembre: "conte d'Erbstein", ovvero Carlo I di Baden-Durlach
- 1772, 24 marzo: principe Luigi di Nassau-Saarbrücken
- 1774, 22 gennaio: "conte di Lusazia", ovvero il principe Francesco Saverio di Sassonia, maresciallo di Francia
- 1774, 22 marzo: principe Costantino d'Assia-Rheinfels-Rotenburg. Presentazione alla famiglia reale.
- 1774, 27 settembre: principe Luigi Ottone Carlo di Salm-Salm. Presentazione alla famiglia reale.
- 1775, 7 marzo: "conti di Alstedt", ovvero il duca Carlo Augusto di Sassonia-Weimar-Eisenach e suo fratello Federico Ferdinando Costantino. Presentazione alla famiglia reale.
- 1775, 3 giugno: "marchese di Moriana", "conte di Saluzzo", "conte di Villafranca", ovvero il principe Luigi Vittorio di Savoia-Carignano ed i suoi due figli, Vittorio Amedeo e Eugenio Ilarione. Presentazione alla famiglia reale.

### Luigi XVI
- 1776, 15 febbraio: "conte di Urach", ovvero Carlo II Eugenio di Württemberg. Presentazione alla corte.
- 1776, 24 gennaio: "conte di Sponheim", ovvero il duca Cristiano IV del Palatinato-Zweibrücken
- 1777, 19 aprile: "conte di Falckenstein", ovvero l'imperatore Giuseppe II del Sacro Romano Impero
- 1778, 20 maggio: Benjamin Franklin, ambasciatore degli Stati Uniti d'America, con Deane e Lee
- 1778, 15 settembre: "conte di Rastadt", ovvero il principe Paolo di Holstein-Gottorp
- 1779, 20 luglio: principe Federico III di Salm-Kyrburg. Presentazione alla corte.
- 1780, 13 febbraio: "conte di Epstein", ovvero il principe ereditario Luigi d'Assia-Darmstadt
- 1781, 29 luglio: "conte di Falckenstein", ovvero l'imperatore Giuseppe II del Sacro Romano Impero (2^ visita)
- 1782, 20 maggio: "conte e contessa du Nord", ovvero il granduca ereditario Paolo e la granduchessa Sofia di Russia
- 1783, 7 gennaio: cardinale Giuseppe Maria Doria Pamphilj, nunzio apostolico con la benedizione papale per il Delfino da poco nato
- 1783, 14 gennaio: principe ereditario Federico Guglielmo di Prussia. Presentazione alla corte.
- 1783, 23 settembre: principe Luigi IX d'Assia-Darmstadt. Presentazione alla corte.
- 1783, 9 dicembre: principe Carlo Guglielmo di Nassau-Usingen. Presentazione alla corte.
- 1783, 9 dicembre: margravio Carlo Alessandro di Brandeburgo-Ansbach. Presentazione alla corte.
- 1784, 7 giugno: "conte di Haga", ovvero re Gustavo III di Svezia
- 1784, 30 marzo: principe Luigi di Nassau-Saarbrücken
- 1786, 13 maggio: "conte di Nellenburg", ovvero l'arciduca Ferdinando d'Austria-Este
- 1786, 29 luglio: "conte di Bely", ovvero Alberto di Sassonia-Teschen, duca di Teschen
- 1788, 10 agosto: ambasciata di Fateh Ali Tipu, sultano di Mysore. Ricevimento nel Salone di Ercole
- 1789, 12 luglio: principe Luigi di Nassau-Saarbrücken. Poco prima della presa della Bastiglia.

### Napoleone I
- 1804, 3 gennaio: papa Pio VII, accolto dal vescovo di Versailles. Benedizione dalla finestra principale della Galleria degli Specchi
- 1807, 18 novembre: regina di Westfalia
- 1809, 6 dicembre: Federico Augusto I di Sassonia
- 1814, 11 maggio: Alessandro I di Russia
- 1814, 30 maggio: Federico Guglielmo III di Prussia. Per la siglatura del Trattato di Parigi.

### Lugi XVIII
- 1814, 9 agosto: prima visita di Luigi XVIII come re di Francia a Versailles
- 1814, 17 agosto: duchessa di Angoulême
- 1815, 14 agosto: duca e duchessa di Angoulême, duca di Berry
- 1816, 1 novembre: Adolfo, duca di Cambridge

### Carlo X
- 1826, 6 agosto: prima visita di Carlo X come re di Francia a Versailles

### Luigi Filippo I
- 1837, 10 giugno: prima visita di Luigi Filippo I come re dei Francesi a Versailles
- 1840, 4 maggio: Ernesto I di Sassonia-Coburgo-Gotha e Guglielmo I di Württemberg. Banchetto reale e visita al palazzo di sera.
- 1844, 9 giugno: conte di Siracusa, duca Alessandro di Wurttemberg

### Luigi Napoleone Bonaparte
- 1849, 1 settembre: prima visita del presidente Luigi Napoleone Bonaparte a Versailles
- 1850, 12 aprile: granduchessa di Baden
- 1851, 28 giugno: seconda visita del presidente Luigi Napoleone Bonaparte a Versailles

### Napoleone III
- 1853, 25 maggio: Ferdinando di Savoia, duca di Genova
- 1854, 4 marzo: Ernesto II di Sassonia-Coburgo-Gotha
- 1854, 16 aprile: Giorgio, duca di Cambridge. Accolto dal maresciallo Vaillant.
- 1855, 10 giugno: re Pietro V del Portogallo. Accolto dal maresciallo Vaillant.
- 1855, 25 agosto: regina Vittoria. Festa serale con cena nella Galleria degli Specchi per la prima volta illuminata a gas
- 1855, 19 ottobre: Leopoldo, duca di Brabante
- 1855, 29 novembre: Vittorio Emanuele II di Sardegna. Accolto dal maresciallo Vaillant.
- 1856, 9 maggio: Guglielmo I di Württemberg. Accolto dal maresciallo Vaillant.
- 1856, 20 maggio: principe Oscar di Svezia. Rivista militare al campo di Satory.
- 1856, 23 giugno: legato a latere di Pio IX. Ricevuto dal vescovo di Versailles.
- 1856, 11 novembre: principe ereditario di Toscana. Accolto dal maresciallo Vaillant.
- 1856, 19 dicembre: principe Federico di Prussia. Accolto dal maresciallo Vaillant.
- 1857, 8 maggio: granduca Costantino di Russia. Accolto dal maresciallo Vaillant.
- 1857, 31 maggio: re Massimiliano II di Baviera. Accolto dal maresciallo Vaillant.
- 1858, 8 febbraio: principe Cristiano di Danimarca. Accolto dal maresciallo Vaillant.
- 1858, 27 marzo: principe Giorgio di Sassonia. Accolto dal maresciallo Vaillant.
- 1858, 12 maggio: regina consorte dei Paesi Bassi, Sofia di Württemberg. Accolta dal maresciallo Vaillant.
- 1858, 21 maggio: principe ereditario di Wurttemberg. Accolto dal maresciallo Vaillant.

### Repubblica francese

#### Félix Faure
- 1896, 8 ottobre: zar Nicola II di Russia. Inizio dei ricevimenti da parte dei presidenti della repubblica francese.

#### Émile Loubet
- 1905, 2 giugno: Alfonso XIII di Spagna

#### Alexandre Millerand
- 1924, 18 maggio: Ras Tafari Makonnen

#### Gaston Doumergue
- 1928, 27 gennaio: Amanullah Khan d'Afghanistan. Cena presso la galerie basse. Accolto da Édouard Herriot.
- 1930, 16 luglio: Ahmed II, bey di Tunisi. Visita al castello e cena presso il palazzo del Trianon. Accolto da André Pératé.

#### Albert Lebrun
- 1938, 21 luglio: re Giorgio VI del Regno Unito. Passaggio in rivista di 50.000 uomini.

#### Vincent Auriol
- 1950, 29 novembre: re Federico IX di Danimarca

#### René Coty
- 1954, 29 ottobre: Hailé Selassié
- 1957, 9 aprile: regina Elisabetta II. Inaugurazione dell'Opéra di Versailles dopo i restauri.

#### Charles De Gaulle
- 1960, 2 aprile: Nikita Sergeevič Chruščёv
- 1961, 1 giugno: John Fitzgerald Kennedy
- 1961, ottobre: Scià di Presia
- 1963, 27 giugno: re Hassan II del Marocco
- 1968, 9 febbraio: Abd al-Rahman Arif
- 1969, 1 marzo: Richard Nixon. Soggiorno del presidente americano al Grand Trianon

#### Georges Pompidou
- 1970, 6 giugno: Nicolae Ceaușescu
- 1971, 30 ottobre: Leonid Il'ič Brežnev. Soggiorno del segretario dell'URSS al Grand Trianon.
- 1971, 6 dicembre: Gnassingbé Eyadéma
- 1972, 15 maggio: regina Elisabetta II. Soggiorno della regina al Gran Trianon.
- 1972, 13 novembre: presidente Suharto
- 1973, 15 maggio: re Faysal dell'Arabia Saudita

#### Valéry Giscard d'Estaing
- 1974, 24 giugno: scià di Persia
- 1976, 11 maggio: Félix Houphouët-Boigny
- 1976, 23 novembre: re Hassan II del Marocco
- 1978, 5 gennaio: Jimmy Carter. Galà di 4.000 ospiti.
- 1979, 8 ottobre: António Ramalho Eanes. Cena al Grand Trianon.

#### François Mitterrand
- 1982, dal 4 al 6 giugno: Summit del G7 al Gran Trianon, nella Sala del Trono, Galleria delle Battaglie
- 1985, ottobre: Michail Gorbačëv. Soggiorno del segretario dell'URSS al Grand Trianon
- 1986, dal 17 al 19 febbraio: Summit della Francofonia
- 1992, 5 febbraio: Boris El'cin. Soggiorno del presidente al Grand Trianon

#### Jacques Chirac
- 2000, 24 giugno: Jean Chrétien, ricevuto da Lionel Jospin. Venne piantato per l'occasione un albero canadese nel Jardin du Roi
- 2006, 23 gennaio: Angela Merkel

#### Nicolas Sarkozy
- 2007, 14 dicembre: Muʿammar Gheddafi
- 2010, 6 aprile: Recep Tayyip Erdoğan, concerto di François Fillon di musica turca all'Opéra royal

#### François Hollande
- 2014, 26 marzo: Xi Jinping. Concerto all'Opéra royal.
- 2015, 20 ottobre: Ibrahim Boubacar Keïta